# (8057) Hofmannsthal
(8057) Hofmannsthal (4034 T-1) – planetoida z pasa głównego asteroid okrążająca Słońce w ciągu 4,82 lat w średniej odległości 2,85 au. Odkryta 26 marca 1971 roku.